# داني بوست
داني بوست (بالهولندية: Danny Post)‏ (ولد في 7 أبريل 1989) هو لاعب كرة قدم هولندي، يلعب كلاعب وسط.

## وصلات خارجية
- داني بوست على موقع قاعدة بيانات كرة القدم.إي يو (الإنجليزية)
- داني بوست على موقع Soccerway.com (الإنجليزية)
- داني بوست على موقع عالم كرة القدم.نت (الإنجليزية)